# Huncovce
Huncovce jsou podtatranská obec na severním Slovensku v okrese Kežmarok. Vesnicí vede silnice I/66 z Popradu do Kežmarku. Protéká jí řeka Poprad.

## Název
Etymologii dnešního názvu obce lze dát do souvislosti s názvem villa Canis a jeho překladem do němčiny, který zřejmě poukazuje na někdejší hlavní zaměstnání zdejších obyvatel, jímž byl chov loveckých psů pro panovníka a místní šlechtu.
Název se v průběhu let měnil: 1257 Supch, 1268 (villa) Poloni, 1290 Zopczfolua, 1308 (villa) Canis, 1336 Hundsdorf, 1345 Sepchfalua, 1346 Chepanfalua, 1383 Stekchfalua, Stepkfalva, 1471 Honczdorf, 1773 Huncowcze, maďarsky Hunczdorf, Hunfalu. lat. Hunisvilla. Dnešní název obce Huncovce se úředně používá od roku 1920.

## Historie
Zdejší území bylo osídleno již v římském období před 5. stoletím n. l., o čemž svědčí nálezy kostí, římských mincí a různých nádob.
První písemná zmínka o obci pochází z roku 1257.
V Huncovcích žila před druhou světovou válkou židovská komunita (v roce 1930 zde žilo 194 Židů). Do roku 1931 zde byla židovská škola vyššího vzdělání – ješiva.

## Pamětihodnosti
- V obci je římskokatolický kostel sv. Kříže, původně románská stavba z první poloviny 13. století.
- Nachází se zde také klasicistní synagoga z roku 1821, která však slouží jako sklad.
- Turbína – vodní elektrárna severovýchodně od vesnice

Obec má mateřskou i základní školu.

## Osobnosti
- Nathan Grün (1841–1913), pražský rabín, pedagog a autor učebnic judaismu[6]
- Ernest Bethlenfalvy (1880–1955), zoolog
- Ľuboš Bartečko (* 1976), slovenský reprezentant v ledním hokeji
- Anna Džurňáková (* 1983), slovenská reprezentantka v ledním hokeji

## Huncovce ve filmu
V místní rómské osadě byly točeny záběry devadesátiminutového filmu (časosběrného dokumentu) slovenského režiséra Ladislava Kaboše Všetky moje deti.

## Galerie

Huncovce
Kostel
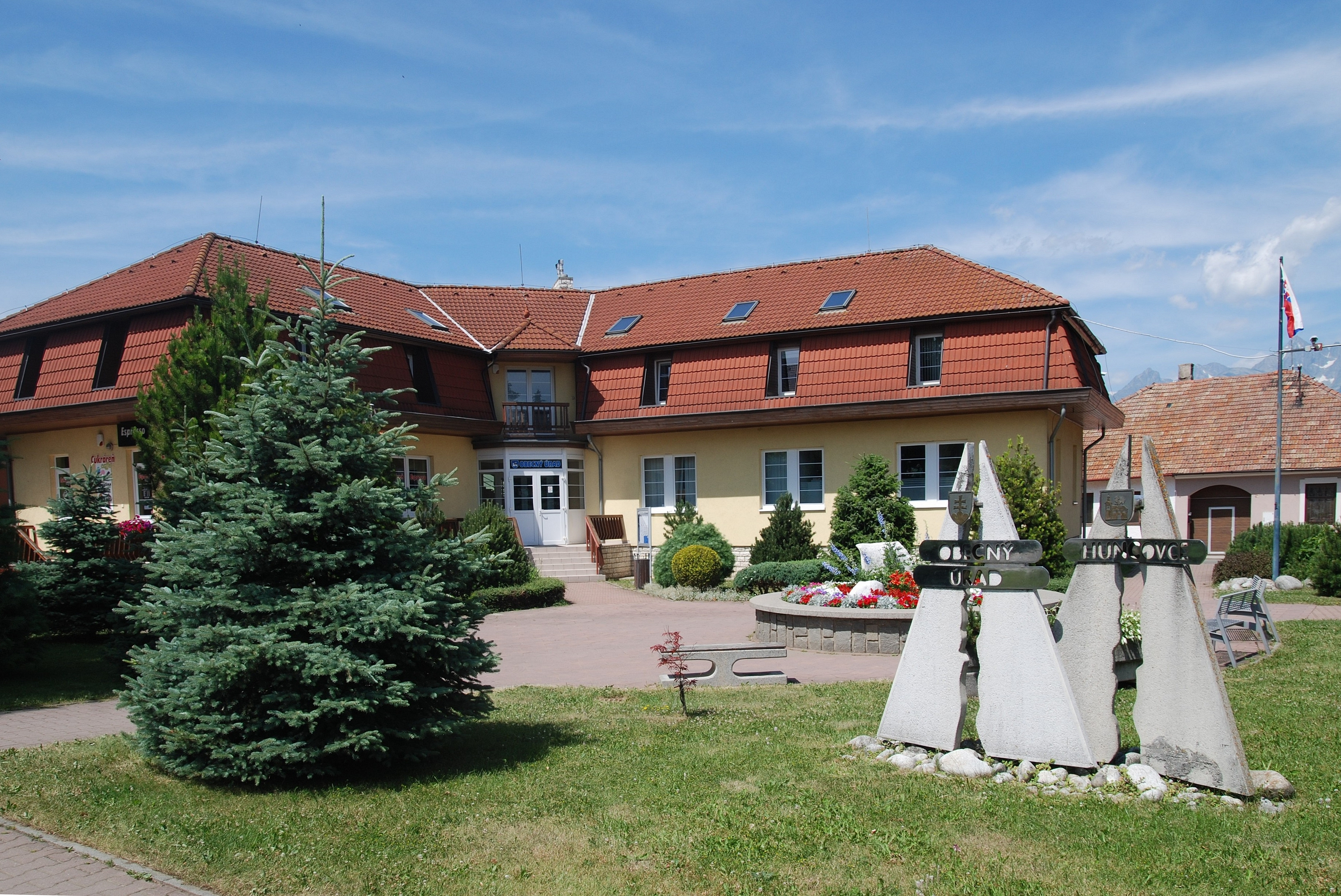
Obecní úřad
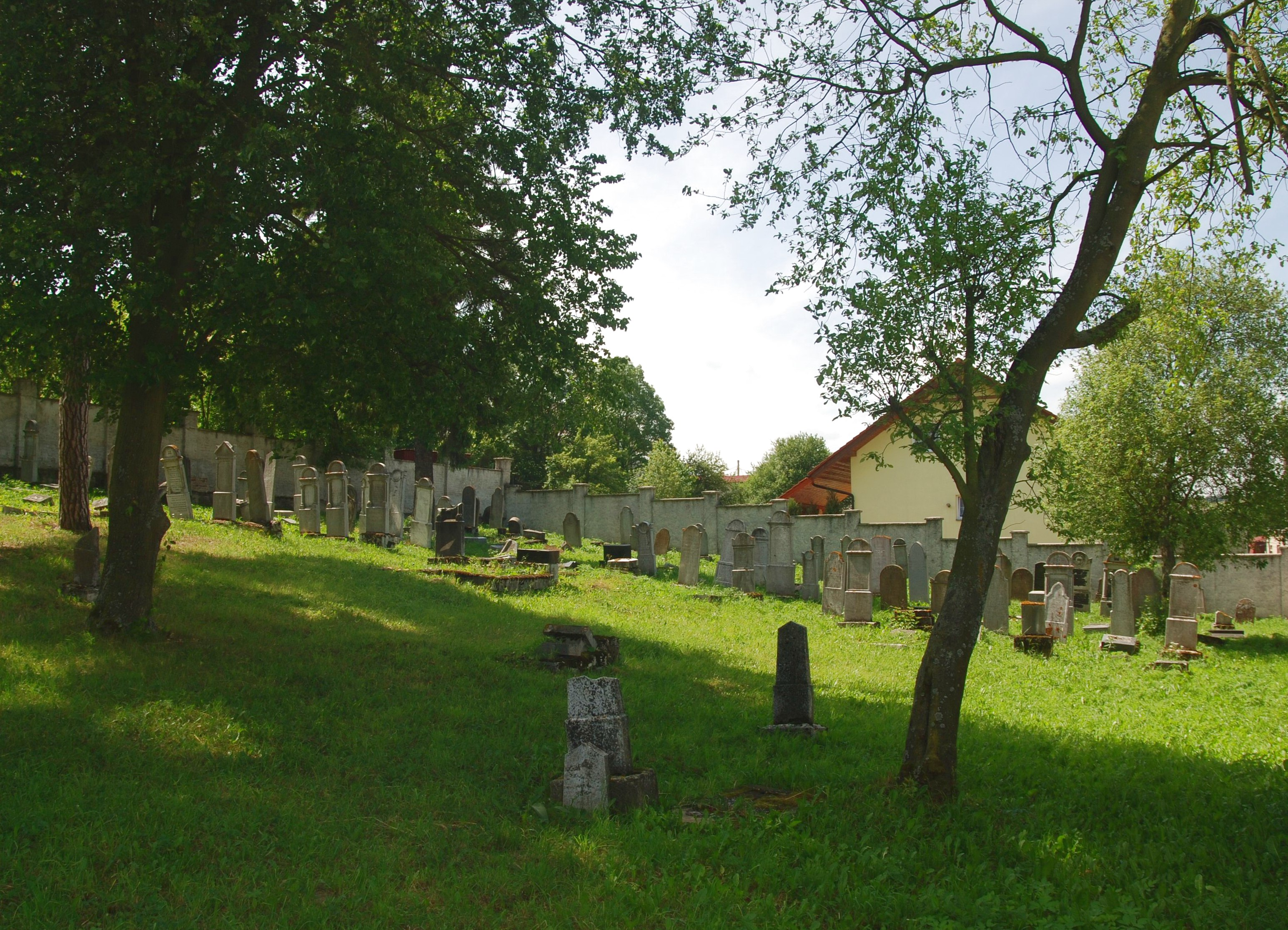
Židovský hřbitov